# Irkutsk (huyện)
Huyện Irkutsk (tiếng Nga: ? райо́н) là một huyện hành chính tự quản (raion), của Tỉnh Irkutsk, Nga. Huyện có diện tích 387 km², dân số thời điểm ngày 1 tháng 1 năm 2000 là 593700 người. Trung tâm của huyện đóng ở Irkutsk.